# 3. Untersuchungsausschuss der 19. Wahlperiode des Deutschen Bundestages
Der 3. Untersuchungsausschuss der 19. Wahlperiode des Deutschen Bundestages (häufig auch als Wirecard-Untersuchungsausschuss bezeichnet) war ein Untersuchungsausschuss des 19. Deutschen Bundestags. Er sollte das Verhalten der deutschen Bundesregierung und der ihr unterstehenden Behörden im Zusammenhang mit den Vorkommnissen um den Zahlungsdienstleister Wirecard untersuchen. Der Ausschuss legte am 22. Juni 2021 seinen Abschlussbericht vor.

## Einsetzung
Die drei Oppositionsfraktionen der FDP, Bündnis 90/Die Grünen und Die Linke beantragten am 9. September 2020 die Einsetzung eines Untersuchungsausschusses. Der Untersuchungsausschuss sollte das Verhalten der Bundesregierung und ihrer Geschäftsbereichsbehörden im Zusammenhang mit den Vorkommnissen um den Wirecard-Konzern umfassend untersuchen. Ihm sollten 18 ordentliche Mitglieder und eine entsprechende Anzahl von stellvertretenden Mitgliedern angehören.
Der Deutsche Bundestag beriet über den Antrag in seiner 174. Sitzung am 11. September 2020 und überwies ihn zur Federführung an den Ausschuss für Wahlprüfung, Immunität und Geschäftsordnung. Der Ausschuss für Wahlprüfung, Immunität und Geschäftsordnung beriet den Antrag in seiner Sitzung am 17. September 2020 sowie, nach Durchführung eines Berichterstattergesprächs am 29. September 2020, abschließend am 30. September 2020. Aufgrund eines Änderungsantrags der Fraktion der SPD wurde mit den Stimmen der Fraktionen der CDU/CSU und SPD die Zusammensetzung des Untersuchungsausschusses auf neun ordentliche Mitglieder und eine entsprechende Anzahl von stellvertretenden Mitgliedern festgelegt. Der Ausschuss für Wahlprüfung, Immunität und Geschäftsordnung beschloss die Annahme des Antrags der drei Fraktionen in geänderter Fassung mit den Stimmen der Fraktionen AfD, FDP, Die Linke und Bündnis 90/Die Grünen bei Stimmenthaltung der Fraktionen der CDU/CSU und SPD. Das Plenum folgte diesem Entschluss am folgenden Tag. Vertreter der Oppositionsfraktionen kritisierten die Größe des Ausschusses. 18 Mitglieder seien abgesprochen gewesen, jedoch wurde nur eine Minimalbesetzung mit neun Mitgliedern beschlossen.

## Mitglieder
Nach den Gepflogenheiten des Bundestages steht der größten Oppositionsfraktion, das ist im 19. Bundestag die AfD-Fraktion, der Vorsitz des Ausschusses zu. Trotz im Vorfeld geäußerter Bedenken wurde der AfD-Abgeordnete Kay Gottschalk am 8. Oktober 2020 nach geheimer Wahl zum Vorsitzenden gewählt, fünf Abgeordnete stimmten für ihn, vier gegen ihn.
Die ordentlichen Mitglieder des Untersuchungsausschusses waren neben dem Vorsitzenden Kay Gottschalk die Abgeordneten Hans Michelbach (stellvertretender Vorsitzender), Fritz Güntzler, Matthias Hauer, Cansel Kiziltepe, Jens Zimmermann, Florian Toncar, Fabio De Masi und Danyal Bayaz. Stellvertretende Mitglieder sind Sebastian Brehm, Sepp Müller, Johannes Steiniger, Ingrid Arndt-Brauer, Johannes Fechner, Jörn König, Frank Schäffler und Lisa Paus.

## Sonderermittler
Der Untersuchungsausschuss einigte sich auf Wolfgang Wieland von Bündnis 90/Die Grünen als Sonderermittler, der mögliche Verbindungen von Wirecard zu Geheimdiensten aufklären soll. So soll Jan Marsalek Verbindungen zu österreichischen, russischen und libyschen Geheimdiensten gehabt haben. Auch war der frühere Geheimdienstkoordinator der Bundesregierung Klaus-Dieter Fritsche in Lobbyarbeit von Wirecard eingespannt.
Vom 4. März 2021 an wurden vier Wirtschaftsprüfern als weitere Ermittlungsbeauftragte eingesetzt, die die von EY übergebenen Unterlagen auswerten sollen.

## Arbeit des Ausschusses und Erkenntnisse
Der Ausschuss hat bis März 2021 67 Personen befragt. Neben den ehemaligen Vorstands- und Aufsichtsratsmitgliedern der Wirecard AG, Wirtschaftsprüfern, Angehörigen von Aufsichtsinstitutionen (APAS, DPR, BaFin und ESMA), der Bundesbank und oberster Bundesbehörden (BMF, BMWi und BKAmt) war darunter auch der Journalist Dan McCrum.

### Sitzungen
Die erste, konstituierende Sitzung, fand am 8. Oktober 2020 statt.
In der sechsten Sitzung, am 19. November 2020, wurde der ehemalige Geschäftsführer (CEO) von Wirecard, Markus Braun, gehört. Er berief sich auf das Recht die Aussage zu verweigern, da er belastet sei. Er kündigte an, gegenüber der Staatsanwaltschaft München eine umfangreiche Aussage zu tätigen. Gerichte sollten „den Verbleib der veruntreuten Unternehmensgelder“ klären. „Ich werde mich nicht über diese Erklärung hinaus äußern“, so Markus Braun, der diese Haltung bei allen Fragen beibehielt.
Nachdem vier Mitarbeiter der Wirtschaftsprüfungsgesellschaft EY und einer von Baker Tilly am 26. November 2020 die Aussage verweigerten, verhängte der Ausschuss gegen zwei EY-Mitarbeiter und jenen von Baker Tilly Geldstrafen von jeweils 1.000 Euro. Die Zeugen gaben an, von strafrechtlicher Verfolgung bedroht zu sein, wenn sie sich nicht an ihre Verschwiegenheitspflicht hielten; sie wären zwar vom Insolvenzverwalter und der neuen Unternehmensspitze befreit worden, aber nicht von ihren ursprünglichen Auftraggebern. Zwei der Zeugen machten erfolgreich geltend, dass gegen sie derzeit wegen testierter Jahresabschlussprüfungen berufsaufsichtliche Ermittlungen durch die zuständige Aufsichtsbehörde liefen und sie sich womöglich belasten könnten. Für KPMG sagte Alexander Geschonneck, Leiter einer Untersuchung im Auftrag von KPMG, aus.
Der Leiter der Abschlussprüferaufsichtsstelle (APAS) des Bundesamts für Wirtschaft und Ausfuhrkontrolle Ralf Bose räumte am 10. Dezember 2020 im Untersuchungsausschuss ein, dass er noch während laufender Verfahren gegen Wirecard selbst mit Wirecard-Aktien gehandelt habe, daraufhin wurde er wenige Tage später freigestellt.
Der Wirtschaftsberater Karl-Theodor zu Guttenberg verteidigte am 17. Dezember 2020 seine Arbeit für die später zusammengebrochene Wirecard AG. Das Unternehmen Spitzberg habe beim beabsichtigten Markteintritt in China Hilfe geleistet. Dazu hätten auch Kontakte mit Angela Merkel gehört; Merkel erwähnte dann im September 2019 die Ambitionen von Wirecard bei Gesprächen in Peking.
Im Februar 2021 wurde im parlamentarischen Untersuchungsausschuss die Münchner Oberstaatsanwältin Hildegard Bäumler-Hösl zu Pannen in der Strafverfolgung von Jan Marsalek und seiner nicht verhinderten Flucht gehört.

#### Abschlussbericht
Der Ausschuss legte am 22. Juni 2021 seinen Abschlussbericht vor und empfahl dem Bundestag die Kenntnisnahme. Die Bewertung durch die verschiedenen Parteien war wie erwartet unterschiedlich. Die Koalitionsfraktionen (CDU/CSU + SPD) betonten in ihrem Votum, die überwiegende Anzahl der vernommenen Zeugen habe die „Bilanzmanipulationsvorwürfe ab der Berichterstattung der Financial Times im Oktober 2019 als ernst zu nehmend eingestuft.“ Die vom Wirtschaftsprüfer EY jahrelang erteilten „lupenreinen Testate“ hätten aufgrund des durch sie geschaffenen Vertrauenstatbestands jedoch regelmäßig zu einer Zerstreuung der Vorwürfe geführt. Nach Experteneinschätzung habe Wirecard über mehrere Jahre betrügerische Bilanzen vorgelegt.

## Zeugen
Zu den geladenen Zeugen gehörten:
- am 19. November 2020 Markus Braun (Wirecard, ehem. Vorstandsvorsitzender), Tina Kleingarn, Stephan Freiherr von Erffa, Oliver Bellenhaus, Wulf Matthias und Thomas Eichelmann,
- am 26. November 2020 Alexander Geschonneck (KPMG), Christian Orth (EY), Stefan Heissner (EY), Andreas Loetscher (EY), Martin Dahmen (EY) und Frank Stahl (Baker Tilly),
- am 10. Dezember 2020 Naif Kanwan (Bundesamt für Wirtschaft und Ausfuhrkontrolle), Martin Kocks (Bundesamt für Wirtschaft und Ausfuhrkontrolle), Ralf Bose (Bundesamt für Wirtschaft und Ausfuhrkontrolle), Kirsten Glückert (Bundesministerium für Wirtschaft und Energie) und Sabine Hepperle (Bundesministerium für Wirtschaft und Energie),
- am 17. Dezember 2020 Karl-Theodor zu Guttenberg (Spitzberg Partners), Michael Papageorgiou (Deutsche Bundesbank), Jan-Ole Peters (Bundesministerium der Finanzen) und Wolfgang Schmidt (Staatssekretär, Bundesministerium der Finanzen)
- am 12. Januar 2021 Lars-Hendrik Röller (Bundeskanzleramt, Abteilungsleiter Finanz- und Wirtschaftspolitik), Joschka Langenbrinck (von Beust & Coll. Beratungsgesellschaft) und Ole von Beust (von Beust & Coll. Beratungsgesellschaft),
- am 14. Januar 2021 Marcus Kramer (BayernLB), Markus Chromik (Commerzbank AG), Martin Zielke (Commerzbank AG), Christian Sewing (Deutsche Bank) und Rainer Neske (Landesbank Baden-Württemberg),
- am 15. Januar 2021 Klaus R. Michalak (KfW IPEX-Bank) und Wolfgang Fink (Goldman Sachs Bank Europe SE),
- am 28. Januar 2021 Alexander von Knoop (Wirecard AG), Martin Mulzer (Bezirksregierung Niederbayern, Geldwäscheprävention), Waldemar Kindler (bayerischer Landespolizeipräsident a. D.), Joachim Herrmann (bayerischer Staatsminister des Innern) und Florian Herrmann (bayerischer Staatsminister für Bundesangelegenheiten und Medien),
- am 29. Januar 2021 Matthew Earl und Christof Schulte (Financial Intelligence Unit (FIU) zur Geldwäschebekämpfung) und Hildegard Bäumler-Hösl (Staatsanwaltschaft München I),
- am 11. Februar 2021 Edgar Ernst (Deutsche Prüfstelle für Rechnungslegung), Andreas Mitschke (Handelsüberwachungsstelle der Frankfurter Wertpapierbörse und der Terminbörse Eurex Deutschland), Tarek Al-Wazir (Staatsminister für Wirtschaft, Energie, Verkehr und Landesentwicklung des Landes Hessen), Hans Martin Lang (Bundesanstalt für Finanzdienstleistungsaufsicht), Toni Kapfelsperger (Bayerisches Staatsministerium für Wirtschaft und Medien, Energie und Technologie) und László Gardeler (Bundesanstalt für Finanzdienstleistungsaufsicht),
- am 12. Februar 2021 Matthias Bühring (Staatsanwaltschaft München I), Hildegard Bäumler-Hösl (Staatsanwaltschaft München I) und Sebastian Kimmer (Bundesanstalt für Finanzdienstleistungsaufsicht),
- am 25. Februar 2021 Rainer Wexeler (Wirecard Bank AG), Mario Vinke (Wirecard Bank AG), Joachim du Buisson (Bundesanstalt für Finanzdienstleistungsaufsicht), Franziska Folter (Deutsche Bundesbank) und Andreas Guericke (Deutsche Bundesbank),
- am 26. Februar 2021 Jochem Damberg, Thorsten Pötzsch und Raimund Röseler (Bundesanstalt für Finanzdienstleistungsaufsicht),
- am 4. März 2021 Martin Wieland (Deutsche Bundesbank), Nikolaus Dötz (Deutsche Bundesbank), Fahmi Quadir (Safkhet Capital), Evert van Walsum (Europäische Wertpapier- und Marktaufsichtsbehörde) und Marie Christine Geilfus (Bundesanstalt für Finanzdienstleistungsaufsicht),
- am 5. März 2021 Julian Hessenthaler, Benjamin Weigert (Deutsche Bundesbank) und Claudia Maria Buch (Deutsche Bundesbank).
- am 22. April 2021 Bundesfinanzminister Olaf Scholz
- am 23. April 2021 Bundeskanzlerin Angela Merkel